# Tahkuna
Tahkuna – wieś w Estonii, w prowincji Hiuma, w gminie Kõrgessaare. Wieś położona jest na półwyspie Tahkuna, na którego końcu, na północ od wsi, znajduje się zbudowana w latach 1873–1875 latarnia morska Tahkuna. Obiekt 26 października 1999 roku został wpisany na listę narodowych zabytków Estonii pod numerem 23481. Na wschód od wsi znajduje się utworzony w 1958 roku rezerwat przyrody Tahkuna.
W 2012 roku wieś liczyła 4 mieszkańców; w październiku 2010 – 4, w grudniu 2009 – 4.